# Familjen Björck (radioserie)
Familjen Björck var en radioteaterserie skriven av Alice Svensk som sändes i Sveriges Radio (dåvarande Radiotjänst) varannan vecka åren 1936–1943, i sammanlagt totalt 129 avsnitt. Huvudrollerna som äkta makarna herr och fru Björck spelades av det då mycket populära – och även vid sidan av scenen äkta – skådespelarparet Olof och Frida Winnerstrand. 

## Handling
Familjen Björck är en vanlig medelklassfamilj i Stockholm och består av mamma och pappa Björck; Ingenjör Gösta och Fru Karin ("Kajsa") med deras två barn, Greta och Ville. I serien får vi följa Familjen Björck i vardagen; hemma i lägenheten på "Sveagatan",  bland släkt och vänner, på resor och kring olika familjehögtider. Återkommande karaktärer i serien är också paret Björcks vänner; Farbror Evald och Tant Inga.

## Om radioserien
Radioserien Familjen Björck hade premiär år 1936 och sändes varannan lördag i avsnitt på ca 15 minuter/avsnitt (dvs. ca 30 minuter/månad). Seriens format är uppbyggd som en "sitcom" och var inspirerad av den danska radioserien om Familjen Hansen (1929–1949) och ett flertal populära amerikanska radiositcoms som bland annat The Goldbergs (1929–1955). Familjen Björck  skrevs av Alice Svensk och varje avsnitt har ofta formatet av en sketch kring en speciell händelse i familjen: "Vilse på vinden", "Tant Astrids födelsedag", "Familjen Björck firar jul", osv. Serien speglade även sin samtid och fungerade också som en samhällskommenterande serie, och var framför allt viktig under krigsåren, med avsnitt som "Familjen i beredskap" och "Familjen Björck i Garmisch-Partenkirchen" (Olympiaden 1936). Serien fungerade således som en beredskapsserie under krigsåren där utvecklingen i andra världskrigets Europa speglas i familjen Björck, och serien fyllde här även en viktig social funktion för svenska familjer och kom under dessa år här att även fungera som ett slags pedagogisk samhällsinformation (eftersom i princip "alla" svenskar som hade radio lyssnade på den). Regissör till serien var radiomannen Lars Madsén. Han på- och avannonserade även varje avsnitt vid radiosändningarna.
Serien lades ned 1943 på grund av att Frida Winnerstrand blev sjuk och sedermera avled.

## Roller
- Olof Winnerstrand - Ingeniör Gösta Björck
- Frida Winnerstrand - Fru Karin "Kajsa" Björck, hans hustru
- Bill Jansson - Ville Björck, deras son
- Lisbeth Bodin - Greta Björck, deras dotter
- Stig Järrel - Farbror Evald
- Gull Natorp - Tant Inga

## Filmversion av Familjen Björck
1940 gjordes en filmversion av serien (där man blandade gamla radiosketcher med nyskrivet material och skrev ihop till ett nytt långfilmsmanus) med samma titel, i regi av Anders Henrikson. Olof och Frida Winnerstrand gjorde huvudrollerna som makarna Björck i både radio- och filmversionen, medan barnrollerna (Ville och Greta) och de övriga återkommande bikaraktärerna i radioserien (med undantag för Gull Natorp som även gör Tant Inga i både radio- och filmversionen) gjordes av andra skådespelare i filmen.